# Enclave (Marvel Comics)
El Enclave es una organización ficticia que aparece en los cómics estadounidenses publicado por Marvel Comics. Normalmente representado como un grupo de científicos con mentalidad dictatorial, el Enclave es conocido por crear los personajes Adam Warlock y Kismet.

## Historial de publicaciones
El Enclave apareció por primera vez en Fantastic Four #66 y fue creado por Stan Lee y Jack Kirby.

## Historia de la organización ficticia
La organización que con el tiempo se conocería como el Enclave fue fundada por cuatro científicos (cada uno de los cuales era un científico de clase mundial en un área diferente de experiencia) que consiste en el Dr. Jerome Hamilton, Maris Morlak, el Profesor Wladyslav Shinski, y Carlo Zota. El objetivo de la organización era utilizar tecnología avanzada para establecer una dictadura benevolente mundial bajo el dominio de los científicos. Los cuatro científicos lograron fingir sus propias muertes y desaparecieron de la sociedad, fundando la Ciudadela de la Ciencia (alias la "Colmena"); en una isla en el Océano Atlántico Norte, utilizando tanto su propia tecnología como tecnología de Desviantes abandonada que habían encontrado. Sus operaciones fueron financiadas inicialmente por sus propias fortunas personales, y contrataron a mercenarios como personal adicional como sea necesario. Los científicos empezaron su investigación y desarrollo científicos avanzados, logrando diversos avances científicos y creando muchas invenciones avanzadas. En poco tiempo, su nivel de tecnología era más avanzada que la mayoría conocida en la Tierra.
El primer logro importante de los científicos fue la creación del ser humanoide sobrehumanamente poderoso conocido como "Él" (que un día se conocería como Adam Warlock). En un intento de "crear una raza perfecta de seres humanos", "sin mal - sin pecados", que creó a Él para ser "el precursor de una nueva raza suprema". Los científicos, que habían perdido el control de Él, secuestraron a Alicia Masters para esculpir su imagen, ya que esto les ayudaría a recuperar el control de una manera sin especificar. Puesto que ella es ciega, no se vería afectada por "el poder cegador que genera". Ella llegó a Él cuando estaba a punto de salir de un capullo en su metamorfosis final. Los Cuatro Fantásticos descubrió la existencia de los científicos y vino a rescatar a Alicia destrozando la ciudadela en su lucha contra las fuerzas de seguridad. Jerome Hamilton fue asesinado por escombros que caen como resultado de ráfagas de energía que se liberaron por la salida de Él del capullo. La ciudadela es destruida cuando Él acumula la energía suficiente para escapar.
Los científicos no se desanimaron por su fracaso con Él o la muerte de Hamilton. Así que crearon otro humanoide sobrehumanamente poderoso que llamaron "Paragon" (que más tarde sería conocido como Ella y Kismet). A pesar de que alistaron al Doctor Extraño para realizar una cirugía cerebral en Paragon, perdieron el control de ella también y destruyó la ciudadela reconstruida. Los científicos batallaron con Hulk, el Doctor Extraño, y Paragon antes de que ella partió.
Tomando el nombre del Enclave, los científicos financiaron el Colegio de Seguridad en el estado de Nueva York. El Colegio era en realidad parte de un plan de recolección de información, y el Enclave contrató al Monóculo para adquirir información industrial, militar y política de los estudiantes. Sin embargo, el funcionamiento del Colegio de Seguridad fue descubierto, y el Monóculo fue derrotado por la Antorcha Humana y Spider-Man. Monóculo más tarde fue asesinado por el Enclave que abandonó la operación. Gracias a sus esfuerzos, sin embargo, el Enclave supo de los Inhumanos y secuestraron a Medusa.
El Enclave hizo una alianza con Maximus y lograron infiltrarse en Attilan como parte de un intento de conquistar el Gran Refugio de los Inhumanos. El Enclave atacó a los Inhumanos, pero fueron traicionados por Maximus y derrotados. Con Maximus de nuevo, lanzaron un ataque a la Tierra desde Attilan en un intento de fomentar la guerra entre la Tierra y los Inhumanos. Este plan fracasó, y en su lugar lucharon contra los Vengadores y los Inhumanos. Morlak y Zota fueron capturados y encarcelados.
Morlak y Zota fueron liberados más tarde de la cárcel por Shinski. Los tres fueron heridos en un accidente aéreo, capturados, y hospitalizados.
El Enclave obtuvo respaldo financiero y un agente llamado Frank como ayudante de A.I.M. En cambio, están para capturar a Kismet y entregarla a A.I.M. Shinski sufrió un derrame cerebral y requirió tratamiento intravenoso después de sufrir daños en el corazón y los pulmones. El Enclave reconstruyó su red de transferencia en una nueva base en algún lugar del Medio Oeste americano. Morlak y Zota viajaron al Proyecto Pegaso Usando la red de transferencia para obtener un capullo que contiene a una Kismet curándose. Después de sacar a Kismet del capullo, utilizaron el capullo para curar a Shinsky. Shinsky estaba encantado de ver a Kismet, pero Morlak y Zota planeaban extraer algo del ADN de Kismet para darse a sí mismos poderes sobrehumanos. Morlak y Zota pretendieron traicionar a A.I.M. una vez que ganaron sus superpoderes, pero Frank los atacó para detener sus planes. Kismet impidió que Frank matara a Shinsky, solo para que Frank revelara que él era realmente un Adaptoide y tomó la forma y los poderes de Paragon. Mientras Kismet y el Adaptoide luchan, Shinski infecta y destruye a Paragon con un virus genético. Kismet después hizo más capullos para sanar a Shinski, Morlak y Zota, y decidió quedarse con ellos para que recuperen la salud.
Algún tiempo después, Shinkski, Morlak, y Zota se transformaron en superhumanos poderosos tal como lo habían esperado. Ahora, sus mentes avanzadas se concentraron en ayudar a la humanidad en lugar de conquistar el mundo, a pesar de que difieren sobre cómo lograr mejor este objetivo. Ellos encontraron que no podían viajar muy lejos el uno del otro sin sufrir pérdida de poder y un gran dolor. El Enclave probó sus poderes a través de acciones tales como detener un tornado, salvar pacientes moribundos, traer lluvia a una región con sequía, curar enfermedades mortales, eliminar los desechos nucleares, y revitalizar las selvas tropicales. Sus acciones trajeron efectos a largo plazo sobre el que no era consciente, y algunos lugares sufrieron aún peores destinos debido a una sobrecompensación del Enclave. Aunque Kismet trató de detenerlos, sus acciones causaron que un volcán entre en erupción, pero evitaron el desastre con su ayuda. Ellos aceptaron el consejo de Kismet para aprender más acerca de sus poderes al investigar su origen, y Kismet acompañó al Enclave en el espacio. Se encontraron con Khatylis durante una batalla contra Estela Plateada, y el Enclave atacó a Khatylis que rápidamente los destruyó. Kismet causó una grieta interdimensional peligrosa al atacar a Khatylis, pero Khatylis sanó la grieta antes de que fueran destruidos, y restauró a Kismet, Estela Plateada, y el Enclave.
Los poderes sobrehumanos del Enclave finalmente se desvanecieron. El Enclave más tarde contrató al Chapucero para reparar su red de transferencia con el fin de tener funcionando sus operaciones de nuevo.
El Enclave operaba en un edificio en el sur del Bronx donde han implantado chips de control en criminales para utilizar como drones. También crearon un robot llamado Remoto que utilizaron para adquirir tecnologías de otras compañías. Mientras saqueaba Micron Labs, Remoto mató a un guardia de seguridad y sus silueta hizo que otros pensaran que Spider-Man era el responsable. Spider-Man y los Thunderbolts llegaron a investigar, con los Thunderbolts siguiendo a Remoto de vuelta al Enclave y Spider-Man siguiéndolos a ellos. El Enclave completó la red de transferencia y el bio-módem (un rayo que sería capaz de controlar las mentes de los demás). Cuando los héroes llegaron, el Enclave utilizó el bio-módem en ellos. Spider-Man y MACH-I crearon interferencias en la energía del bio-módem que liberó a los otros. Los héroes luego destruyen a Remoto y el Enclave huyó a través de la red de transferencia, llevándose la red de transferencia y su equipo con ellos.
Morlak y Shinski crearon un dispositivo para usurpar el genio creativo de Mister Fantástico para avanzar en sus esfuerzos para bio-diseñar la raza humana. Viajan al monasterio tibetano de los "Monjes de Muerte" tibetanos (la secta que había construido la armadura del Doctor Muerte) y asesinaron a muchos de los monjes, esclavizando al resto de los monjes para forjar un par de trajes de armadura.
La periodista Isabel Aguirre y el fotógrafo Gordon Clay viajaron al monasterio para saber por qué estos monjes estaban asociados con el Doctor Muerte. Encontraron a los monjes muertos y también encontraron el blindado Crisol. Crisol obligó a Aguirre y Clay a subir a un avión y son llevados a Europa, mientras Crisol declara que fue el crisol del que se formaría un nuevo mundo. Crisol los transformó en gárgolas de piedra para contrabandearlos por inmigración. En Estocolmo, Suecia, Crisol les devolvió la vida, y les coaccionó para servirle o ser convertidos de nuevo en gárgolas de piedra. Crisol luego atacó a un simposio de ciencia para sacar a Mister Fantástico. Mientras usa un dispositivo de señuelo disfrazado de una bomba para arrastrar a la Cosa, Crisol luchó con Reed Richards y activó un dispositivo que drenaría su genio inventivo y lo transfiere en sí mismo antes de escapar.
Morlak y Shinski se trasladan a Genosha y comenzó a usar la nación devastada por la guerra para probar sus armas y tácticas, recolectando y experimentando en el pueblo genoshano con la esperanza de transformarlos en una raza superior. Los dos capturaron a Kismet y le lavaron el cerebro para que les sirva. Ellos alteraron su apariencia y poderes, y la renombraron Ayesha. El gobierno genoshano envió al Trampero para capturar a Mister Fantástico sin saber que Crisol había robado el genio inventivo de Mister Fantástico. Los miembros restantes de los Cuatro Fantásticos siguieron a los secuestradores de Mister Fantástico para Genosha solo para ser derrotados por Ayesha. Ella los llevó a Crisol que cambió sus mentes con la de los tres cómplices genoshano de Crisol. Los héroes impotentes escaparon de Crisol, pero cuando uno de los genoshanos trató de utilizar los poderes de Antorcha Humana resultó en una explosión que destruyó las varias plantas superiores de un edificio en el que murieron algunos civiles. Los héroes impotentes se reunieron con Mister Fantástico. Junto con el magistrado jefe genoshano Anderson, los cuatro atacaron la base de Crisol. La Cosa, la Mujer Invisible y la Antorcha Humana lucharon con sus homólogos con super-poderes y recuperaron sus cuerpos. Mister Fantástico entró en el santuario interior y descubrió a los genoshanos en los que el Enclave experimentaba. Morlak reveló su rostro y se enfrentó a Mister Fantástico pero Morlak se volvió abrumado bajo el estrés de la afluencia de ideas del genio inventivo robado de Mister Fantástico. Shinski apareció en la armadura Crisol y al parecer mató a Morlak, que murió felizmente liberado del tormento de ver el destino del mundo. Shinski pronunció a Morlak indigno de reclamar el cosmos y servir como consorte de Ayesha, nombrándose a sí mismo el verdadero Crisol con Morlak como su lacayo. Mister Fantástico fue capaz de aturdir a Crisol y huir con el resto de los Cuatro Fantásticos. Crisol encontró a Ayesha pero el magistrado jefe genoshano Anderson sorprendió a ambos con un generador de agujero negro creando un agujero negro en miniatura que los sacó a los tres.
El Enclave (con Shinski y Morlak resultando vivos) se hizo pasar por la empresa de películas Producciones Colmena contratando a un joven interno llamado Danny para diseñar un "Warlock" mujer como un personaje de película. Crearon un programa de seguridad para obtener un mejor control de ella. Adam Warlock aparentemente percibió este nuevo ser en desarrollo y cargó un escenario en ella para enseñarle un sentido de lo correcto y lo incorrecto, lo que le permitió resistir el control del Enclave y escapar.

## Miembros
- Dr. Jerome Hamilton - Un biólogo médico estadounidense. Fue asesinado por Adam Warlock.
- Maris Morlak - Un físico nuclear lituano. Brevemente poseía un poder cósmico en el mismo nivel que Kismet y Estela Plateada. Podía reorganizar la materia, manipular la energía, manipular el clima, volar, sobrevivir en el espacio, y proyectar rayos de energía.
- Profesor Wladyslav Shinski - Un genético polaco. Brevemente poseía un poder cósmico en el mismo nivel que Kismet y Estela Plateada. Podía reorganizar la materia, manipular la energía, manipular el clima, volar, sobrevivir en el espacio, y proyectar rayos de energía.
- Carlo Zota - Un técnico en electrónica español. Podía reorganizar la materia, manipular la energía, manipular el clima, volar, sobrevivir en el espacio, y proyectar rayos de energía.

## Enclave II
Hay otro Enclave no vinculado en Marvel Comics que apareció por primera vez en las páginas de La tumba de Drácula vol. 2 #2 en diciembre de 1979. El grupo estaba formado por Damian Burnemissza, Druig, Satas, Kirk Druker, y Sondra. Este Enclave era una organización de ocultistas dedicada al culto del demonio Asmodeus. Eran enemigos del Hombre Dimensional y Drácula. Este grupo fue creado por Marv Wolfman y Steve Ditko.

## Otras versiones

### Versión Ultimate
En la miniserie Ultimate Extinction, se reveló que un grupo de científicos rentaron un radiotelescopio, le aplicaron sus propios algoritmos, y fueron capaces de ver una 'entidad procesional' (la criatura conocida como Gah Lak Tus) que llegará dentro de 20 años. Para luchar contra la entidad cuando llegara, ellos contrataron a Heather Douglas, una asesina a sueldo, la clonaron, y levantaron los clones para ser un ejército contra Gah-Lak-Tus. Los clones se refieren a los científicos como 'el Enclave', sino que también opera como la Corporación Paragon.

## En otros medios

### Televisión
- El Enclave aparece en Moon Girl y Devil Dinosaur y su líder es Maris Morlak con la voz de Wesley Snipes.[21] Se establece que Miriam "Mimi" Lafayette, abuela de Lunella, fue una vez miembro que usó el nombre en clave Moon Girl y trabajó junto a Morlak. Fueron traicionados por sus superiores que intentaron robar su investigación sobre viajes interdimensionales, pero al mostrar las capacidades, todos fueron asesinados por una criatura de otro mundo, excepto Morlak y Mimi. Morlak se hizo cargo del Enclave mientras Mimi huía, finalmente se casó con su esposo y formó una familia. Intentan robar la investigación cuando Lunella, ahora Chica Luna, sin saberlo, reconstruyó la máquina y trajo a Devil Dinosaur. Al darse cuenta de que está relacionada con Mimi, Morlak hace que el Enclave secuestre a Mimi para ayudar a terminar su proyecto.[22]

### Videojuegos
- El Enclave aparece en el videojuego The Incredible Hulk. Los líderes del Enclave son descritos como científicos con armadura de cuerpo completo de alta tecnología, cada uno con su propio ejército privado. Sus líderes son referidos como Líder Ceres (con la voz de Simbi Khali Williams), Líder Júpiter (con la voz de S. Scott Bullock), Líder Minerva (con la voz de Courtenay Taylor), y Líder Vulcan (con la voz de Dave Wittenberg). El sector Ceres son los especialistas en armas químicas e ingeniería genética del Enclave donde tratan de eliminar a Rick Jones, estallar bombas químicas, y también utilizar a Bi-Bestia en sus planes. El sector Minerva es la división psico-operativa que utilizan máquinas de energía sifonaje y dispositivos de control mental en sus planes. El sector Júpiter es la división de manipulación del clima que utilizan generadores terremotos y orbitan satélites láser para atacar a Hulk. El sector Vulcan es la división de diseño mecánico que libera a los robots Kyklops, utilizan torretas gigantes para destruir a Hulk, y tratan de robar las armaduras Hulkbuster. Sus soldados constan de soldados legionarios normales, soldados centuriónvoladores y soldados gigantes mutados llamado Barbaria. Finalmente, se dieron cuenta de que necesitan derrotar a Hulk al confrontarlo directamente o, si tienen suerte, que el Ejército lo haga por ellos. Después de terminar el modo historia, los niveles bonus implican destruir las bases restantes del Enclave y derrotar a sus líderes. Después de que el cuartel general de la sección es demolido, los líderes del Enclave atacarán de diversas maneras además de utilizar los ataques de energía emitidos por sus bastones de alta tecnología. El Líder Vulcan atacará a Hulk con láseres del satélite orbital, la Líder Ceres atacará a Hulk con clones de Bi-Bestia, la Líder Minerva se clonará a sí misma, y el Líder Júpiter invocará relámpagos. El Enclave utiliza una empresa ficticia para ocultar sus actividades, llamada la Corporación "Paragon".